# エレバン放送
エレバン放送（エレバンほうそう、英: Radio Yerevan、波: Radio Erewań、独: Radio Jerewan）もしくはアルメニア放送（アルメニアほうそう、英:  Armenian Radio、露: Армянское радио）とは、アネクドート（笑い話・政治風刺小話、特に社会主義を主題としたもの）の題材として有名な、架空の放送局。特に旧ソ連及び旧東側諸国で有名。
なお、アルメニアには国営アルメニア放送という国営放送局が実在する。

## 概要
アネクドートの形式は、（1）叙述型、（2）（叙述 +）対話型、（3）Q&A型の三つに分けることができる。エレバン放送、あるいはアルメニア放送と呼ばれる一連のジョークは、ソ連時代に流行したQ&A型アネクドートである。これらのジョークは、アルメニアのエレバン放送局が聴取者の質問に答える形式を取っている。多くの場合、「エレバン放送（アルメニア放送）への質問」というフレーズで始まる。
Q&A型のアネクドート自体は古くから存在していたが、アルメニア放送という名を使って聴取者とラジオの対話の形式を取るものは、1930年代になってから語られるようになった。多くのアネクドートと同様、ヨシフ・スターリン死後の1950年代後半以降、いわゆる雪どけの時代に入ってからはアネクドート集への採録数が増えている。1960年代には聴取者の質問に答えるという形式のラジオ番組が広く聞かれるようになり、これもエレバン放送の流行に一役買った。
エレバン放送、あるいはアルメニア放送という呼び名の起源については、エレバン放送のアナウンサーの言い間違い（「資本主義においては人が人を搾取しているが、社会主義においては状況は全く逆なのです」というもの。つまり「人が人を搾取」していることには変わりない）に由来するという説が広く知られるが、伝説の域を出ず、これ自体が1つのアネクドートとも言える。
アネクドートに引用されるアルメニア人のステレオタイプは、「小太り」、「生き生きとした表情」、「こずるい顔」、「愛国心が強い」、「誇り高い」、「ユダヤ人を凌ぐ計算高さ」、「男らしい」、「好色」、「太目の女性好き」、「ホモが多い」、「グルジア嫌い」といった要素を特徴とする。また、アルメニア訛りのロシア語は、笑いを誘う要素としてしばしば映画などでも描かれてきた。こうしたロシア人が抱くアルメニア人のイメージを前提としたジョークとして、1917年の革命以前から語られていた「アルメニアなぞなぞ」（ロシア語: Армянские загадки）がある。これはロシア人演じる「アルメニア人」と「ロシア人」の間の質疑応答から構成される。まず「アルメニア人」が「ロシア人」に対して問題を出し、「ロシア人」が答えられずにいると、「アルメニア人」が（ナンセンスな／ひねった／強引な／屁理屈だらけの）正解を披露するというものである。エレバン放送は、ソ連時代の雰囲気やラジオの普及などを背景に、アルメニアなぞなぞから発展したものと考えられている。
ソ連崩壊後もアネクドートの形式としては残ったものの、ソ連当局という明確にして巨大な批判対象を失った上、1991年にアルメニアが独立したことも手伝い、半ば形骸化して最盛期の痛烈さは失われた。ロシア人でも世代によってはエレバン放送あるいはアルメニア放送のことを知らない人々がいるという。

## 政治ジョーク
| Q: ブレジネフが白痴だと言ったら懲役十年の刑に処せられますか？ |
| A: 原則としてその通りです。なぜならそれは国家機密だからです。 |
| Q: 共産党の中央委員の半数が白痴であるというのは事実でしょうか？ |
| A: それは事実ではありません。中央委員の半数は白痴ではないのです。 |
| Q: 「ソビエト連邦最高会議」の定義は何ですか？ |
| A: ソビエト政権における行政機関で、二種類の構成員から成り立ちます。一種類目は完全に無能な人たちで、二種類目は完全に全能な人たちです。 |
| Q: 解決を行っていない問題を解決することは可能でしょうか？ |
| A: 放送局では、農業に関する問題には答えません。 |
| Q: 何がソ連において永久でしょうか？ |
| A: 『一時的障害』です。 |
| Q: 私たちの敵は社会主義国に対する破壊工作でどのような方法を使用しますか？ |
| A: 我が放送局のこの番組です。 |
| Q: 一単語のジョークを教えてください。 |
| A: 共産主義。 |
| Q: 最長のジョークを教えてください。 |
| A: 党会議でフルシチョフによって行われたスピーチです。 |
| Q: アダムとイブが最初の共産主義者であったことは真実でしょうか？ |
| A: おそらく真実です。なぜなら、彼らは非常に控えめに服を着て、自分の家を持っていませんでした。その上彼らは自分達が楽園に住んでいると信じていたのですから。 |
| Q: なぜソルジェニーツィン及びその他反体制派が国から追放されましたか？ |
| A: 最良の製品は、主に輸出に選ばれるからです。 |
| Q: 経済状態はいつより良くなるでしょうか？ |
| A: より良い？既に昔の方が良かったですが。 |
| Q: スターリンの死後、我が国の裁判制度はどのように変わったのですか？ |
| A: 判決の前に被告を撃ち殺すことが禁止されるようになりました。 |
| Q: 南京虫は革命を行うことができますか？ |
| A: 原則として出来ます。南京虫の中には農民と労働者の血が流れていますから。 |
| Q: ハリネズミの上の裸のロバに座ることが出来ますか？ |
| A: 原則として出来ます。共産党がそれを要求する場合、あるいはロバが誰か他人のものである場合、あるいはハリネズミが適切に削られている場合出来ます。 |
| Q: ロシアの潜水艦が最長潜水時間の記録を持つことは事実でしょうか？ |
| A: 原則として事実です。なぜなら潜水艦のうちの2隻は1957年以来ずっと海底にいます。 |
| Q: カナダとアメリカはなぜ私たちにこれほど多くの小麦を売ることが出来るのでしょうか？ |
| A: その欠点の責任は資本主義の破滅的生産過剰にあります。 |
| Q: 社会主義と資本主義の差は何ですか？ |
| A: 資本主義は社会の失敗を犯します。その一方で社会主義は資本の失敗を犯します。 |
| Q: 社会主義と資本主義の差は何ですか？ |
| A: 資本主義では、ある人がある他の人によって搾取されます。社会主義では、資本主義のちょうど反対で、ある人がある他の人を搾取します。 |
| Q: 社会主義の商取引と、資本主義の商取引の差は何ですか？ |
| A: 資本主義では、あらゆるものを買うことができます。社会主義では、あらゆるものを売ることができます。 |
| Q: 私たちソ連の農業で、誇ることができる例外的業績は有りますか？ |
| A: 原則としてあります。私たちは作物を植えます。そして後で我々はカナダから収穫を受け取ります。 |
| Q: 新聞紙で象を包むことは可能ですか？ |
| A: はい、新聞記事がレオニード・ブレジネフの理論的な考察を掲載している場合ですが。 |
| Q: 新聞紙で象を包むことは可能ですか？ |
| A: はい。新聞が共産党中央委員会のコミュニケを掲載している場合ですが。 |
| Q: ブレジネフを白痴と呼んで、同志ミクーリンが侮辱罪でシベリア流刑20年に処せられたのは事実ですか？ |
| A: いいえ、侮辱罪は6ヶ月です。残り19年6ヶ月は国家機密漏洩罪です。 |
| Q: 同志ミクーリンがその後すぐに解放されたのは事実ですか？ |
| A: はい、ブレジネフ首相の国連でのスピーチの後は、国家機密ではなくなったからです。 |
| Q: 大変困っています！我が党を愛せなくなってしまいました。またブレジネフなど我が党の指導者達のことも、どうでもよくなったんです。一体どうしたらいいのでしょうか？ |
| A: あなたの氏名と住所を教えてください。 |
| Q: 私たちは、キューバへ最良の繁殖用雄牛を一頭送りました。しかし牛は芝生の端に座り、反芻し、雌牛に手を出そうとしません。 |
| A: 私たちは、遺憾ながら何も行うことが出来ないでしょう。雄牛は、自分がアドバイザーとして派遣されたと恐らく考えています。 |
| Q: どのようにして死亡診断書がソ連の医者によって書かれたものか判別できますか？ |
| A: その署名が『死因』の下にある事で分かります。 |
| Q: 禿げの根絶方法を教えてください。 |
| A: 挑発的な質問には答えません。 |
| ラジオ・エレバン『最後の一分間ニュース』 |
| - 74年度社会主義カッコウ時計コンテスト、コンテストの目的は新しい反ブルジョワモデルのカッコウ時計を見つけることでした。3等賞、毎正時に鳥が出てきて「レーニン」と鳴く。2等賞、毎正時に鳥が出てきて「全世界のプロレタリアートよ団結せよ」と鳴く。1等賞、毎正時に小さなレーニンが出てきて「カッコウ、カッコウ」と鳴く。 - タス通信によると、昨日、ソ連・中国の国境において、農民に変装した中国の兵士が、平和主義のソ連のトラクターへ発砲しました。これを受けソ連のトラクターは中国の兵士に向かい砲撃を行って追い返した後、飛び去りました。 - トラクターが在籍する集団農場の代表者イワノフ准将は記者会見で、『耕作用垂直離着陸型トラクター“Niva”は、今後もこれ以上の攻撃を撃退するために使用されるでしょう。』と語りました。 |
| Q: 私は、どのようにすれば歯科医院の恐怖を克服できますか？ |
| A: 歯科医院をあなたが口を開く唯一の場所と考えることです。 |
| Q: 社会主義に達するまであとどれぐらいかかるでしょうか？ |
| A: 18キロメートルです。各5ヵ年計画は私たちを社会主義に一歩ずつ接近させてくれます。 |
| Q: 資本主義と社会主義の重要な差は何ですか？ |
| A: 同志レーニンは『共産主義は国家全体が電化された体制である』と述べました。つまり違いは、椅子と電気椅子の違いと同じ事です。 |
| Q: 『共産主義』という単語を説明する、もっとも簡単な方法は何でしょうか？ |
| A: ゲンコツを使ってください。 |
| Q: 戦車をマルクス=レーニン主義的に定義することはできますか？ |
| A: 原則としてできます。戦車とは、友好的な諸外国に観光旅行へ行く際に用いる車輌です。また礼砲を放つこともできます。 |
| Q: 社会主義国における、平日の労働時間はいくらですか？ |
| A: 原則として8時間です。すなわち、朝の8時から夜の8時までです。 |
| Q: 共産主義者は、よきキリスト者になることはできますか？ |
| A: 原則として可能です。しかし、人生の重荷をわざわざ倍に増やすことはありません。 |
| Q: 神様を党員にすることはできますか？ |
| A: 原則として可能です。しかしまず最初に、教会から脱退してもらう必要があります。 |
| Q: なぜ私の冷蔵庫はからっぽですか？ラジオでは世界記録の収穫が有ったと伝えているのに。 |
| A: 冷蔵庫とラジオを接続してください。 |
| Q: 共産主義が実現するとどうなりますか？ |
| A: お店で何でも買えるようになります。つまり、ニコライ2世の治世と同じようになります。 |
| Q: 共産主義が実現したあかつきには、人々はお金を持ち続けるのでしょうか？ |
| A: そうする人もいるでしょうし、そうしない人もいるでしょう。 |
| Q: ソビエト連邦はどの国でも加盟できますか？ |
| A: それを望むどんな国でも加盟できます。 |
| Q: ソ連には反ユダヤ主義が有りますか？ |
| A: 私たちは可能な範囲で答えなければなりません。有りません！ |
| Q: 詩人のマヤコフスキーはピストル自殺したのですか？ |
| A: それは分かりません。しかし彼の最後の言葉は「撃たないでくれ、同志！」でした。 |
| Q: 作家のショーロホフは、今何を書いていますか？ |
| A: 犯罪小説です。その題名は『いかにして私はノーベル文学賞を得たか』。 |
| Q: 同じ共産党の機関紙として、なぜ『プラウダ』と『イズベスチヤ』の二種類があるのですか？ |
| A: 前者にはニュース（イズベスチヤ）がなく、後者には真実（プラウダ）がないからです。 |
| Q: 資本主義が破滅の淵に立たされているというのは本当ですか？ |
| A: 原則としてその通りです。そして我々は彼らの一歩先を行っています。 |
| Q: 共産主義の実現が、地平線に見えてきたと聞きました。地平線とは何でしょうか？ |
| A: 近付くと遠ざかってしまう、想像上の線です。 |
| Q: 混乱（カオス）とは何ですか？ |
| A: 経済問題にはお答えできません。 |
| Q: 社会主義農業にとっての四大障害とは何でしょうか？ |
| A: 春、夏、秋、そして冬です。 |
| Q: 社会主義の最終段階である共産主義においても、盗みや略奪があるのでしょうか？ |
| A: 原則としてそうではありません。すでに社会主義の段階において、すべてが略奪され尽くされるからです。 |
| Q: スターリンが、自分に関するジョークを収集していたのは本当でしょうか？ |
| A: 原則としてその通りです。スターリンはまず、自分に関するジョークを話した人たちを収集しました。 |
| Q: レーニンが普通の短靴を履き、スターリンがブーツを履いていたのはなぜでしょうか？ |
| A: ロシアを覆う汚物の高さが、レーニンの頃にはまだ足首までしかなかったからです。 |
| Q: ヒトラーを批判することは可能だったのでしょうか？ |
| A: あなたがスターリンを批判したような方法なら可能です。まず寝室に一人きりになって扉に鍵をかけ、毛布を2枚、できれば3枚かぶり、頭の上に枕を1個、できれば2個乗せ、5分間の制限時間を厳守しながら、独裁者に対する思いのたけをささやくのです。 |
| Q: ソビエト連邦では、通信の秘密はありますか？ |
| A: 原則としてあります。ただし、反ソ的な内容を含む郵便物は配達されません。 |
| Q: 今後の選挙の結果はどうなるでしょうか？ |
| A: それは誰にも分かりません。昨日、党中央委員会の事務所から、次回以降の分の選挙結果が盗まれました。 |
| Q: ソ連邦では、ステレオセットには事欠かないというのは本当ですか？ |
| A: 原則としてその通りです。どちらを向いても、まったく同じ意見が聞こえてくるからです。 |
| Q: コスモポリタンとは、どのような人ですか？ |
| A: 政治的な問題において、コスモノートの代理を務める人のことです。 |
| Q: 何故我が政府は、月面着陸計画を積極的に推進しないのでしょうか？ |
| A: もしも宇宙飛行士たちが帰還を拒んだら困るからです。 |
| Q: 西側の国で開かれる会議に出張することになりましたが、旅費が支給されません。どうしたらいいでしょうか？ |
| A: 原則として問題ありません。帰りの切符を買わなければいいのです。 |
| Q: アメリカのある科学者が未来は不可視であると主張していますが、これはほぼ当たっているのでしょうか？ |
| A: 原則としてほぼ当たっています。未来は五カ年計画の通りになりますが、過去が不可視です。 |
| Q: 我が国の強制収容所では待遇が非常によいというのは本当でしょうか？ |
| A: 原則としてその通りです。5年前に当放送のリスナーが真偽を確かめるため調べに行き、そこがとても気に入ったので、いまだに帰って来ません。 |
| Q: 社会主義リアリズムに沿うように人魚とケンタウルスを描写するとどうなりますか？ |
| A: 人魚は上半身が魚で、下半身が女性となり、脚にはストッキングと靴を履いています。一方ケンタウロスは、上半身は人間のままですが、下半身はウマの代わりに、スペアパーツを豊富に備えたトラクターとなります。 |
| Q: 我が国の指導者達が、西側の心臓を移植されたらどうなりますか？ |
| A: 原則として、何も変わりません。我が国の指導者達は、心によって左右されることがないからです。 |
| Q: ある男が赤の広場で、政府の高級車に向かって銃を撃ったのですが命中しませんでした。なぜなのでしょうか？ |
| A: 彼のすぐ近くに居合わせた市民たちが、「俺にやらせろ！」と叫びながら、銃をもぎ取ろうとしたからです。 |
| Q: ソ連赤軍の兵士たちは誰でも、将軍になることを夢見ているのでしょうか？ |
| A: 我が兵士たちはそこまで馬鹿ではありません。彼らは、将軍たちが平時においてすら、行方不明になることがあると知っています。 |
| Q: 党を批判することは可能ですか？ |
| A: 原則として可能です。しかし、誰だって自分の家で暮らす方がいいでしょう？ |

## エスニック・国際関係

### アルメニア
| Q: アルメニアには何人の馬鹿がいますか？ |
| A: ここに来て下さい。あなたが1番目です。 |
| Q: 飛行機のパイロットがアルメニア人かどうか、どうすればわかりますか？                                                                                               |
| A: 窓を開けて腕を伸ばして居れば、アルメニア人です。 |
| Q: ソ連で最も重要な都市はどこですか？ |
| A: もちろん、エレバンです。 |
| Q: そうするとアメリカ人達が核攻撃を行う場合は、エレバンをターゲットとするべきですね。                                                                               |
| A: いや、モスクワもかなり重要ですよ。 |
| Q: この放送の回答が間が抜けたものばかりなのはなぜでしょうか？ |
| A: これらの回答が、アルメニア人によって考えられたものではないためです。                                                                                             |
| Q: 『ソヴェタカン・ハヤスタン』紙が『プラウダ』よりも値段が高いのなぜでしょうか？                                                                                   |
| A: 翻訳代が上乗せされているためです。 |
| Q: なぜアルメニア人は月に行かないのですか？ |
| A: もしそうなったら、グルジア人たちが嫉妬し過ぎて死に、アルメニア人たちが誇りを持ち過ぎて死に、コーカサス全体がアゼルバイジャン人たちのものになってしまうからです。 |
| Q: エレバンに売春宿を作ることはできますか？ |
| A: 原則として可能です。ただし社会主義国家においては売春宿ではなく、「コレクチブ」という呼称が用いられます。                                                         |
| Q: アルメニアにはサッカー、バレーボール、チェスのチームがあります。しかしバスケットボールのチームが無いのはなぜでしょうか？                                         |
| A: 他人のカゴに物を入れてやるアルメニア人を、見たことがありますか？                                                                                                 |

### ソ連の共和国
| Q: どうして海を持たない、陸に囲まれたアルメニアが海軍省を設立しましたか？                                                                             |
| A: アゼルバイジャンに対する皮肉です。なぜなら、アゼルバイジャンでは文化省を設立しましたから。                                                         |
| Q: 社会主義国家間の友好関係とはどのようなものですか？                                                                                                 |
| A: アルメニア人、ロシア人、ウクライナ人、ユダヤ人、ソ連邦を構成するその他の諸国民すべてが同志的に手を携え、アゼルバイジャンを叩き潰しに行くことです。 |
| Q: 妊娠している中学2年生とトラバントの共通点は何ですか？                                                                                              |
| A: どちらも家族の恥です。 |
| Q: 何のために女性はブラジャーを使用できるでしょうか？                                                                                                 |
| A: それでウズベク人の為に帽子をふたつ作れます。 |
| Q: ロシアのビジネスとは何でしょうか？ |
| A: ウォッカをケースごと盗む、そして盗品を売る、その代金で酒を飲む。                                                                                   |
| Q: 原始人とはどのような人々でしょうか？ |
| A: 人が類人猿の血統を引いていることは有名です。従って私たちは次の人々が原始人と認識しています。オランウータン、ユダヤ人、チンパンジー、ロシア人。     |
| Q: ソ連邦での暮らしを満喫することは可能でしょうか？                                                                                                   |
| A: 原則として可能です。満員の列車に乗ってください。                                                                                                   |
| Q: ソ連邦には人種差別問題がありますか？ |
| A: 原則としてありません。白人も黒人も、みんな「赤」とみなされます。                                                                                   |
| Q: チェルノブイリのキノコを食べることはできますか？                                                                                                   |
| A: 原則として可能です。ただし、食べ残しは地面深くに埋めてください。                                                                                   |
| Q: もしもソ連邦の西部国境が開放されたら、どうすべきでしょうか？                                                                                       |
| A: 殺到する人々に踏み殺されないよう、すぐにシベリアへ避難してください。                                                                               |

### アメリカ
| Q: アメリカとソ連の間の言論の自由についての憲法の違いは何ですか？                                                               |
| A: 原則として違いはありません。しかしアメリカではスピーチの後の自由も保障されています。                                         |
| Q: アメリカが核ミサイルで私たちを攻撃してきた場合、私たちは何を行わなければなりませんか？                                       |
| A: 非常にゆっくり、全員が白い経かたびらを着なくてはならず、最寄りの墓地の方へ徐行しなければなりません。                         |
| Q: なぜ非常にゆっくりなのですか？                                                                                               |
| A: パニック回避のためです。 |
| Q: アメリカよりロシアの人々がより健康であるという事は本当でしょうか？                                                           |
| A: 間違い有りません。アメリカ全国の肥満問題に関して考えてみてください。                                                         |
| Q: ドルとルーブルの差は何ですか？                                                                                               |
| A: ドルが金によって保証されている一方、ルーブルは戦車で保証されています。                                                       |
| Q: ジョン・F・ケネディの代わりに、ニキータ・フルシチョフを撃つことは可能でしょうか？                                            |
| A: 原則として可能です。しかしオナシスが未亡人を連れて行くかどうかは疑わしい・・・                                               |
| Q: ロシア語と英語のおとぎ話の違いは何ですか？                                                                                   |
| A: 英語のおとぎ話は『むかしむかし…』で始まります。ロシア語のおとぎ話は『そう遠くない未来…』で始まります。                       |
| Q: アメリカとソ連の関係は『異なるシステムの平和的共存』と名付けられましたが、ソ連と中国の関係はどのような言葉で記述されますか？ |
| A: 『同様のシステムの対立的な共存』。                                                                                           |

### 中国
| Q: なぜクレムリンのスタッフは、フィンランドを再訪問しましたか？         |
| A: 巨大な東の隣人と共に暮らす方法を学習するためです。                   |
| Q: なぜ中国人は猫を放つのですか？                                       |
| A: 反革命的な刺激の影響です。彼らは猫に「マーオ」と鳴かせています。     |
| Q: 楽観主義者と悲観主義者の違いは何でしょうか？                         |
| A: 楽観主義者は英語を習い、悲観主義者は中国語を習います。               |
| Q: ロシアンティーと中国茶はどちらがより良いでしょうか？                 |
| A: 壮大な地政学的論争に関わらないでください。代わりにコーヒーをどうぞ。 |

### その他の国
| Q: 何が許可されますか？また、何が禁止されますか？ |
| A: イギリスではしてよいことは許可され、してはいけないことが禁止されます。アメリカでは、禁止されるものを除いてすべて許可されます。フランスでは禁止されるものでさえすべて許可されます。ソ連ではしてよいことでもすべて禁止されます。 |
| Q: グリーンランドが社会主義化されたら何が起きますか？ |
| A: まず雪が配給制になります。その次に、雪がKGB職員とその家族に限って供給されるようになります。 |
| Q: ブルガリアがサハラを侵略すれば何が起きますか？ |
| A: 2〜3年後にはサハラが砂を輸入し始めるでしょう。 |
| Q: 朝鮮戦争とベトナム戦争に派遣された我がパイロットたちが直面した問題は何でしたか？ |
| A: 彼らは片方の手でしか操縦できませんでした。もう片方の手は目尻を吊り上げて、現地人のふりをするために使われていました。 |
| Q: なぜソ連軍はチェコスロバキアに侵入しましたか？ |
| A: ソ連軍を招待した人を見つけるためにです。 |
| Q: ソ連軍がプラハの春に介入したのは、チェコスロバキア政府が支援を求めたことによるものですか？ |
| A: 原則としてその通りです。1938年の支援要請に対して、1968年に応えることができました。 |
| Q: シオニズムと印象主義の違いは何でしょうか？ |
| A: 私たちはこの違いに関してはわかりません。しかしあなたが誰を思うかによりあなたは良い方へ行けます。 |
| Q: ニューギニアには交響楽団がありますか？ |
| A: もちろん有りません。ユダヤ人が鼻の中に輪を入れることに同意しないでしょう。 |
| Q: 賢いブルガリア人は、どのようにして愚かなブルガリア人と話しますか？ |
| A: カナダからの電話で。 |
| Q: ある国を社会主義化することは可能ですか？ |
| A: 原則として可能です。ある国を社会主義化することはできますが、その後で、それまでとはまったく違う国に住むことを強いられるようになります。                                                                                         |
| Q: モナコを社会主義化することは可能ですか？ |
| A: 無理です。そのような大規模災害は、あんな小さな国では不可能です。 |
| Q: スイスを社会主義化することは可能ですか？ |
| A: 原則として可能ですが、どうしてそんなことを？スイスに何か恨みでもあるのですか？ |
| Q: スイスを社会主義化することは可能ですか？ |
| A: 原則として可能です。しかし、あのように美しい国がもったいないですね。 |
| Q: なぜフィンランドはまだ共産主義国家ではないのでしょうか？ |
| A: 私たちはフィンランド人を心から憎んでいますか？ |
| Q: カナダを社会主義化することは可能ですか？ |
| A: 原則として可能ですが、その後でいったい誰が我々に小麦を供給してくれるのですか？ |
| Q: 東ドイツ人はドイツで暮らしたいと考えていますか？それともアメリカかソ連で暮らしたいと考えていますか？ |
| A: もちろんドイツで暮らしたいでしょう。西ドイツはドイツですから。 |
| Q: チェコは我々の兄弟でしょうか? 友人でしょうか？ |
| A: もちろん兄弟です。友人は選ぶことが出来ますが、親類は選ぶことが出来ません。 |
| Q: なぜハンガリー人はロシア人のことが好きで、アメリカ人のことを嫌っているのでしょうか？ |
| A: ロシア人はハンガリー人を全体主義支配から解放しました。一方アメリカ人はハンガリー人を、ロシア人と全体主義支配の両方から解放しなかったからです。                                                                                 |
| Q: スエズ運河が地中海と紅海を結ぶために築かれたのは本当ですか？ |
| A: いいえ、イスラエルとエジプトを分断するためです。 |
| Q: 世界で最大の国はどこでしょうか？ |
| A: キューバです。キューバの知識人階層の人々は、フロリダ、モスクワの政府、ウクライナの穀物農場、それとアンゴラの墓地に居ます。 |
| Q: ルーマニアでは― |
| A: （質問をさえぎって）はい、その通りです。 |
| Q: 休暇で旅行に出ると、うちの主人が他の女のスカートばかり追い回すので困っています。どうしたらよいでしょう？ |
| A: 次回はスコットランドに行ってみましょう。 |
| Q: 第三次世界大戦は起きますか？ |
| A: いいえ。しかし、平和のための闘争がエスカレートして、地球上に石ころひとつ残らないレベルに達することはあります。 |

## 科学
| Q: X線がロシアで発見された事は事実ですか？ |
| A: はい、それは事実です。17世紀にモロソフ公爵が彼の妻に「俺はお前が尻軽女だと見抜いているんだぞ」と手紙を送りました。その後の非常に有名な言い伝えがあります。「私はあなたがもっと放蕩だって事を知っているんだから」 |
| Q: ソ連の技術の業績により、私たちが電話ですぐに食べ物を注文することが出来るようになったというのは事実ですか？ |
| A: はい、私たちの情報筋はそれが事実であると私たちに伝えてくれました。同じ情報筋は、規律正しい食べ物がテレビによって伝えられるであろうと私たちに伝えています。                                                       |
| Q: 科学者の最短の記述は何ですか？ |
| A: 血圧が彼の給料より高い人物です。 |
| Q: BBCよりエレバン放送に質問します。あなたの国のエンジニアが毎月受け取る平均給料はいくらですか？ |
| A: …イギリスの天候は最悪です。 |
| Q: 人間とコンピューターの共通点は何ですか？ |
| A: ちょうどコンピューターのように、若いものは、多くのハードウェアを持っており、ソフトウェアを持っていません。長い歳を経た物は多くのソフトウェアがありますが、ハードウェアが不足しています。                         |
| Q: 人はトウモロコシのみで生きていけますか？ |
| A: 原則として出来ます。鶏によってトウモロコシを濾過すれば。 |
| Q: スプートニクとミニスカートの間の差は何ですか？ |
| A: スプートニク：最大の資源を費やして得た最小の情報です。ミニスカート：最小の資源を費やして得た最大の情報です。 |
| Q: 全ての最も著しい発明が、ソ連によって行われた事に含まれるのは事実ですか？ |
| A: 原則としてその通りです。我々は発明者を発明しました |
| Q: ソ連のマイクロ工学がアメリカよりも優れているのは本当でしょうか？ |
| A: 原則として本当です。我々は世界最大のマイクロチップを生産しています。 |
| Q: アメリカ製の自動車が世界最速と言うのは本当でしょうか？ |
| A: 原則として本当です。一方、ソ連製の時計もまた世界最速です。 |
| Q: ロシア車で、ロシアの道路を時速120キロメートルで走ることは可能ですか？ |
| A: 原則として可能です。ただしその一回だけ。 |
| Q: トラバントを「ルターカー」と改名するというのは本当でしょうか？ |
| A: それは本当ではありませんが、ルターは「我はここに立ち尽くす。他になしあたわず。神よ我を救いたまえ。アーメン。」と言ったそうです。                                                                                 |

## 男女問題および結婚問題
| Q: 女性が愛で死ぬことはありえますか？ |
| A: いいえ。しかし、多くの女性がその為に生きています。 |
| Q: 完全な女性の定義は何ですか？ |
| A: 耳が聞こえなく、喋ることが出来ず、色情症のブロンド女性で、父親はパブのオーナー！ |
| Q: なぜ何人かの人々が禿げてますか？一方多くの人々は髪が生えてますか？ |
| A: 人は皆禿げています。そのうちいくつかの人々は髪の毛を持っています。 |
| Q: 女性の憲兵が増えているのはなぜでしょうか？ |
| A: サッカーワールドカップの開催が近付いているからです。 |
| Q: 男性が子供を産むことは可能ですか？ |
| A: 記録上そのような事はありませんでした。しかし、実験は多くの国で継続されています。 |
| Q: ブロンドの雪だるまを作ることは出来ますか？ |
| A: 無理です。なぜなら穴の付いた雪玉を作ることが出来ないので。 |
| Q: 女性は外交官になれますか？ |
| A: なれません。外交官と女性では、イエスとノーの使い方が全く違います。外交官のイエスは「たぶん」を、たぶんは「ノー」を意味します。そして外交官がノーと言うことは考えられません。一方、女性のノーは「たぶん」を、たぶんは「イエス」を意味します。そして女性がイエスと言うことは考えられません。 |
| Q: なぜ何人かの人々は、妻以上にオリンピックの競技が好きですか？ |
| A: オリンピックでは、少なくとも誰が1位だったか確認できますから。 |
| Q: 醜い繭が美しい蝶へ変身することはありえますか？ |
| A: それの何が不思議ですか？例えば、若い少女は皆可愛くて、しかし醜い魔女のような妻はどこから来るのか… |
| Q: 結婚することによって払わなければいけない対価はいくらですか？ |
| A: それは西欧と同額です。あなたの自由！ |
| Q: よりよい妻の選択を教えてください。一方は見た目が悪い、しかし貞節。一方は見た目が良い、でも不貞。 |
| A: 一人でウンコを食べるのと、友人と共にケーキを食べるのと、どちらが良いですか？ |
| Q: 私の夫は、彼が口説きたい場合は常に口笛を吹く習慣を持っています。彼に優しくしてもらいたい時、私はどうしたら良いでしょうか？ |
| A: 彼に尋ねてください。『ハニー、どこで口笛を吹いたの？』 |
| Q: 女性があまりにも太っている場合、何を行わなければなりませんか？ |
| A: フラフープを回転させるべきです。 |
| Q: 万が一非常に太っているので、彼女が輪に入ることが出来ないなら、どうしますか？ |
| A: アルメニアのラジオからの長い静寂の後に、トルコのラジオが周波数を合わせて放送しました。「アラーのために美人を損なわないでください。」 |
| Q: 走る女をレイプすることはなぜ不可能ですか？ |
| A: スカートを上げた女性は、パンツを下げた男性より早く走れるからです。 |
| Q: 母乳がもっともすぐれている点はなんでしょうか？ |
| A: それは包装です。 |
| Q: 誠実な女性とはどのようなものでしょうか？ |
| A: 亭主を一人、愛人を一人持っている女性です。 |
| Q: 私は25歳の独身女性です。そろそろ亭主を探すべき時期だと思うのですが、いかがでしょうか？ |
| A: あなたの場合はむしろ、まず未婚男性を探すようお勧めします。 |
| Q: 三回結婚した女性が処女であることは可能でしょうか？ |
| A: 原則として可能です。最初の夫がフランス人、二人目がアメリカ人、三人目がソ連の科学者なら。 |
| Q: 女性は無から何かを生み出せますか？ |
| A: 原則として可能です。格好いい髪形、サラダ、そして悲劇。 |
| Q: なぜ女たちは知性ではなく、外見を磨くことに力を入れるのでしょうか？ |
| A: 盲目な男よりも、馬鹿な男の方が多いからです。 |
| Q: 私の夫は勤め先の工場で、部下が全員女性の部署を受け持っています。仕事を終えて帰ってきた夫はくたくたに疲れていて、夫婦の務めを果たすこともできません。一体どうしたらよいのでしょうか？ |
| A: あなたもその職場に勤めてください。 |
| Q: 人魚は女性でしょうか、それとも魚でしょうか？ |
| A: それは、あなたがどちらの方が好きかによります。 |
| Q: 女性がいつも愛について語り、男性がいつもセックスについて語るのはなぜでしょうか？ |
| A: 女性は、考えていることを語るとは限らないからです。 |
| Q: 年取った男性が若い女性の後を追いまわすのは、見ていて面白くありませんか？ |
| A: 彼が彼女に追い付いたら、さらに面白くなりますよ。 |
| Q: ある女性を、10歳若く見せるにはどうすればよいでしょうか？ |
| A: あなたがあと10年遅く生まれてください。 |
| Q: 今日結婚しました。助言をいただけませんか？ |
| A: 手遅れです。 |

## 義理の母
| Q: 虎が義理の母を攻撃したら何をするべきですか？                             |
| A: 虎が最初に攻撃したのでしたら、虎に自己弁護の機会を与えてください。       |
| Q: アイロンをかける最良の方法は何ですか? レースの下着をプレスする事ですか？ |
| A: それよりあなたの義理の母の肛門をプレスした方が・・・                     |

## 性の問題
| Q: 蚊が身体を刺す事によってAIDSに感染する可能性はありますか？ |
| A: はい。しかし、それよりもっと楽しい方法があります。 |
| Q: 性病の徴候は何か教えてください。 |
| A: ミロのビーナスから判断すると、まず腕が失われるでしょう。 |
| Q: コンドームを使用しない人を何と呼ぶのでしょうか？ |
| A: お父さん！ |
| Q: 17世紀の騎士と貞淑な女性の共通点を教えてください。 |
| A: それらは両方とも17世紀に消えました。 |
| Q: 一晩に百人の女性と寝ることは可能ですか？ |
| A: 極夜であれば可能です。 |
| Q: 開いている窓とセックスするのは可能ですか？ |
| A: 出来ますけど、女性とした方が良いですよ。 |
| Q: 不眠症に悩んでいます。何かいい手立てはありませんか？ |
| A: それはセックスです。眠ることはできませんが、少なくとも楽しむことはできます。 |
| Q: チャイコフスキーがホモだったのは事実でしょうか？ |
| A: 原則としてその通りです。しかし、我々が彼を好きな理由はそれだけではありません。 |
| Q: 売春婦がみな強烈な目を持っていることは事実でしょうか？ |
| A: アルメニアの放送局は、回答不能でした。代わりにオデッサの放送局より回答「もし売春婦が強烈な目を持っていれば、オデッサは白夜を迎えることになります。」レニングラードの放送局はノーコメントを要求しています。 |

## その他
| Q: 虎の鼻の先端から、虎の後部の尻尾まで測定すれば、虎の尻尾から虎の鼻の先端まで測ったときの2倍の長さになるのは事実でしょうか？事実だとしたらどうしてそうなるのでしょうか？ |
| A: それが何か不思議なことでしょうか？例えば、ご存じないですか？イースターからクリスマスまでは8ヶ月ありますが、クリスマスからイースターまでは4ヶ月しかありません。          |
| Q: 私たちの教師は、全ての学生が大きく純粋である物をしなければならないと私たちに教えてくれました。この教えは何を示唆したのでしょうか？                                      |
| A: 動物園に行って、象を洗ってください。 |
| Q: おんどりにはなぜ手が無いのですか？ |
| A: めんどりには胸がないので。 |
| Q: ウォッカが仕事の邪魔になる場合、どうしたらいいでしょうか？ |
| A: 仕事を休んでください。 |
| Q: 突然、仕事をしたいという衝動に駆られたら、どうしたらいいでしょうか？ |
| A: ソファーに座ってゆっくりしてください。そのうちに落ち着きます。 |
| Q: 一羽分のチキンを一週間もたせることは可能でしょうか？ |
| A: 原則として可能です。チキンを月曜日に買って、日曜日に料理してください。                                                                                                  |
| Q: 私の勤めている工場では、食堂で出されるお茶がちっとも甘くありません。食堂の責任者は、定められた量の砂糖を入れていると言っています。どうすればよいでしょうか？            |
| A: お茶を時計回りではなく、反時計回りでかき回してみてください。 |
| Q: たいへん誠実で、信念を持った男を買収することはできますか？ |
| A: 買収することはできませんが、売ることはできます。 |
| Q: 行きつけの居酒屋で、知らない男が席に座って、ため息をつき始めたらどうしたらいいでしょうか？                                                                              |
| A: すぐに、反ソ的なプロパガンダをやめるよう要求してください。 |
| Q: 意見の交換とは、どのようなものでしょうか？ |
| A: あなたが自分の意見を持って上司の事務室に入り、上司の意見を持って出て来ることです。                                                                                      |
| Q: 警察官がパトロールする際、いつも三人組なのはなぜでしょうか？ |
| A: 一人目が読み、二人目が書き、三人目が二人のインテリを監視するからです。                                                                                                  |
| Q: ニンジンがインポテンツに有効だと言うことは事実ですか？ |
| A: 原則としてそうですが、しかし、多くの場合バナナが好まれます。 |
| Q: 将軍の息子は元帥になれますか？ |
| A: なれません。どの元帥にも息子がいるからです。 |
| Q: SF作家、歴史家、政治家に共通するものは何でしょうか？ |
| A: それは想像力です。SF作家は未来について想像します。歴史家は過去について想像します。そして政治家は現在について想像します。                                                |
| Q: 新聞とラジオの差は何でしょうか？ |
| A: 新聞は魚を包むことが出来ます。 |
| Q: エロチカとポルノの違いは何でしょうか？ |
| A: カメラの焦点の調節具合です。 |
| Q: 市場に小麦粉が売られていないのはなぜでしょうか？ |
| A: パンに小麦粉を入れるようになったからです。 |